# شوبرت آواکیان
شوبرت آواکیان (زادهٔ ۲۶ تیر ۱۳۴۷) آهنگساز، نوازنده و تنظیم‌کننده موسیقی ارمنی‌تبار ایرانی مقیم لس‌آنجلس آمریکا است. او به‌عنوان آهنگساز و تنظیم‌کننده با بسیاری از بزرگان و مشاهیر موسیقی پاپ ایران نظیر ویگن، گوگوش، داریوش، ابی، شهرام شب‌پره، حسن شماعی‌زاده، حبیب، شاهرخ، معین، مارتیک، لیلا فروهر، مهستی، شهره، اندی، منصور و سپیده همکاری داشته‌است.

## زندگی‌نامه
شوبرت آواکیان در ۲۶ تیر ۱۳۴۷ در تهران متولد شد. از کودکی مادر و پدرش او را به موسیقی تشویق می‌کردند بطوریکه اولین کیبورد خود را در ۴ سالگی از خالهٔ خود دریافت می‌کند. وقتی شوبرت ۱۱ ساله بود با برادر ۱۵ ساله خود (گیلبرت آواکیان) تمرینات را انجام می‌داد.
شوبرت پیانو را نزد یکی از اساتید پیانو به نام ایساق فرا گرفت و در ۱۵ سالگی در گروهی نواختن ساز را آغاز کرد. وی هنگامی که ۱۸ ساله بود شروع به شناخت موسیقی ایرانی کرد و در یکی از کنسرت‌های ویگن نیز حضور داشته‌است. سرانجام او از آلمان به آمریکا مهاجرت می‌کند و در گروه بلک کتس مشغول به ساخت آهنگ و تنظیم شد.
او در ۲۰ سالگی با آهنگسازی ترانه وعده برای لیلا فروهر به شهرت رسید.